# Departamento de Transporte de los Estados Unidos
El Departamento de Transporte de los Estados Unidos (en inglés: Department of Transportation; acrónimo: DOT o USDOT incluso DOT-US) es un departamento del Gabinete federal del gobierno de los Estados Unidos encargado del transporte. Fue fundado por el Congreso el 15 de octubre de 1966 y comenzó a operar el 1 de abril del siguiente año. Está controlado por la Secretaría de Transporte de los Estados Unidos.
Su misión es "Servir a Norteamérica brindando un sistema de transporte rápido, seguro, eficiente, accesible y conveniente que esté al tanto de nuestros intereses vitales a nivel nación y mejore la calidad de vida de la gente de Estados Unidos, hoy y siempre".
En algunos lugares, como la ferrocarrilera y la aviación, el gobierno federal ha tomado rienda completa usando los poderes de su Cláusula de Comercio y retractado virtualmente toda regulación a nivel local y nivel estado. Pero la construcción y mantenimiento de autopistas y redes de tránsito han sido siempre responsabilidad del gobierno del estado de EUA. El gobierno federal ha incrementado su actividad en políticas de transporte a través del aumento de impuestos federales y haciendo concesiones al gobierno federal para proyectos específicos. Pero técnicamente, la responsabilidad cotidiana y los resultados del proyecto recaen en los estados. De esta forma, la Administración Federal de Autopistas y la Administración Federal de Tránsito no construyen y operan caminos, sino que existen únicamente para repartir concesiones a los gobiernos de estado y para asegurarse de que esas concesiones sean usadas de una forma que fomente las políticas de transporte nacional. Por su puesto, la creciente confianza de los estados sobre las concesiones federales ha dado a los gobiernos de la federación un monto significativo de control indirecto sobre las políticas de transporte del estado mediante sus Cláusulas de Consumo.